# Retable de Santa Maria dei Fossi
Pour les articles homonymes, voir Fossi.

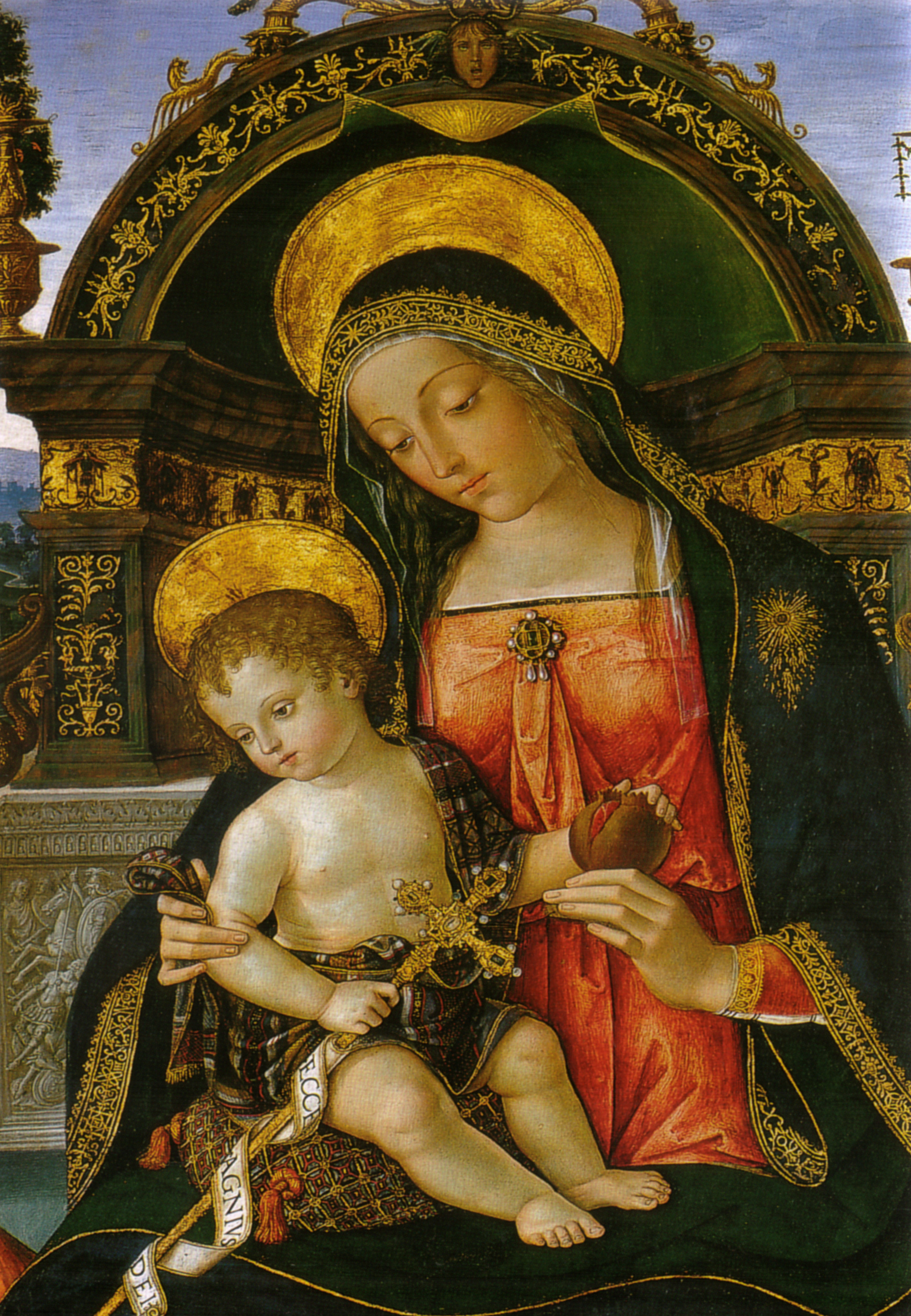
Panneau central : Jésus tenant la grenade.

Le Retable de Santa Maria dei Fossi est une peinture polyptyque du Pinturicchio réalisée entre  1496-1498 et conservée à la  Galerie nationale de l'Ombrie.

## Histoire
Le contrat fut signé le 14 février 1495 pour les panneaux de ce retable destiné au maître-autel de l'église Santa Maria degli Angeli (dite « dei Fossi ») de Pérouse.
L'encadrement en forme de façade d'église avait été  commandé dès 1492 au charpentier  Mattia di Tommaso da Reggio, pour être installé en avril 1493. En réalité il ne fut terminé et en place que le 2 janvier 1495, ce qui explique la date de commande au Pinturicchio qui réalisa le retable, avant de partir vers Orvieto et Spolète pour d'autres engagements,  entre 1495 et 1496 dans la maison de Diamante Alfani des cloîtrées de Santa Maria degli Angeli avant qu'il ne soit installé sur le maître-autel de l'église. 
Le retable qui comprenait à l'origine des figures sur les pilastres est composé de sept panneaux  peints sur bois ; seule la prédelle fut réalisée en deux peintures sur toile appliquées ensuite sur deux  éléments de bois.
L'œuvre est démembrée et dispersée lors de la vente de l'église et de son annexe conventuelle à l'Ospedale della Misericordia. Elle fut recomposée avec son encadrement (entablement, cadres et support de rigidité) en 1863 et réservée à l'académie des beaux-arts qui devint plus tard la galerie nationale de l'Ombrie.

## Iconographie
Le retable, tableau du maître-autel, affiche la dédicace de l'église soit la Vierge Marie, traditionnellement accompagnée de l'Enfant, surmontée du Christ triomphant ou de Dieu le Père, du Saint-Esprit, de saints locaux ou populaires et de scènes d'épisodes de sa vie, de celles du Christ ou des saints présents.

## Description
Dans un encadrement architectonique typé des façades d'églises (fronton, porche à arc et colonnes) plusieurs scènes se partagent  l'espace en fonction de leur importance : 
Panneau centralSous un dais architecturé à frises d'or la Vierge à l'Enfant est montrée trônant avec le jeune saint Jean-Baptiste à ses pieds ; Jésus tient l'extrémité croisée du bâton richement doré et orné qu'il lui tend, enroulé d'un phylactère et, dans l'autre main, une grenade ouverte laissant voir ses graines rouges.
Panneaux latéraux centrauxDeux saint évêques : Saint Augustin d'Hippone tenant une pomme  à gauche et Saint Jérôme de Stridon en tenue cardinalice à droite tenant la maquette de l'église dei Fossi d'une main, sa crosse épiscopale de l'autre et accompagné du lion.
Panneaux latéraux supérieursUne Annonciation d'encadrement avec L'ange annonciateur à gauche, La Vierge annoncée à droite.

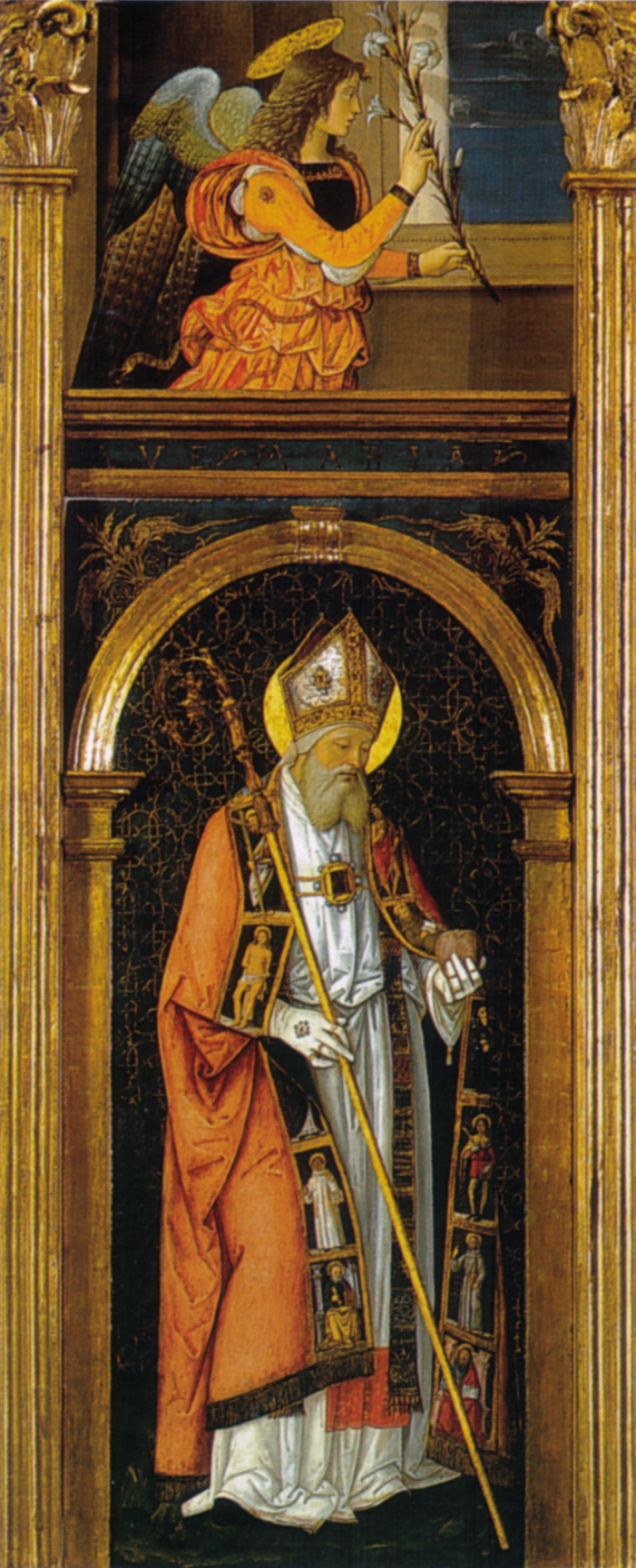
Ange annonciateuret Saint Augustin
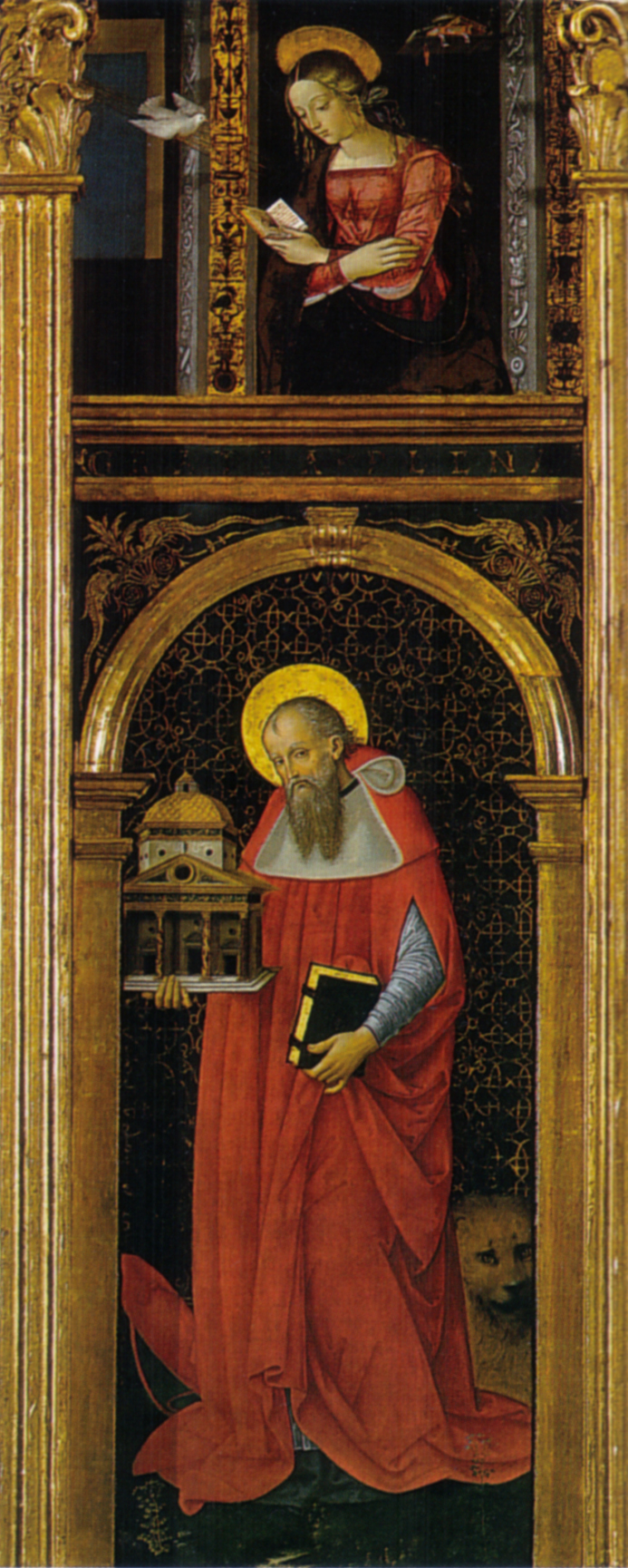
Vierge annoncée et Saint Jérôme

Panneau supérieurLe Christ est présenté en homme de douleurs sortant de son tombeau, près de sa croix et accompagné d'anges (Cristo sorretto dagli angeli).
Le tout est surmonté du tympan d'un fronton avec la colombe du Saint-Esprit nimbée d'or.
Prédelle
Deux scènes encadrées chacune de deux médaillons invoquant des épisodes de la vie des saints-évêques présentés plus haut (un panneau comportant le texte de la reconstitution de 1863 les sépare)
Les quatre médaillons comportent les figures  des évangélistes du Tétramorphe (accompagnés de leurs attributs ailés):
- Saint Marc (lion) et saint Luc (bœuf) autour de saint Augustin.
- Saint Matthieu (homme) et saint Jean (aigle) autour de saint Jérôme.

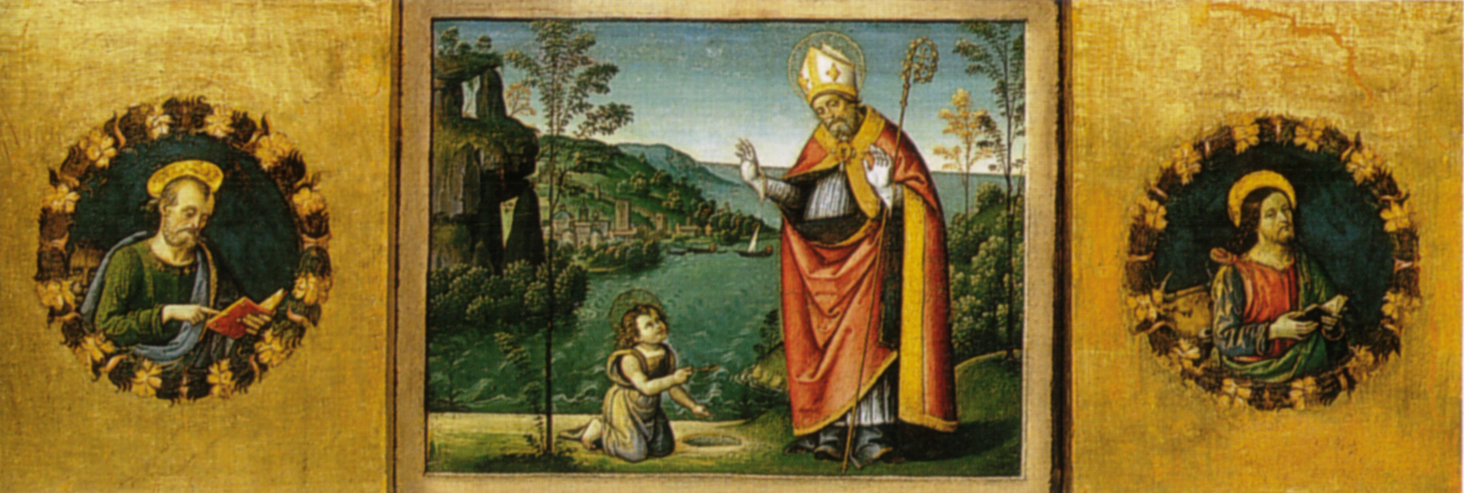
Saint Marc - Saint Augustin - Saint LucSant'Agostino e bimbo che vuol vuotare il mare.
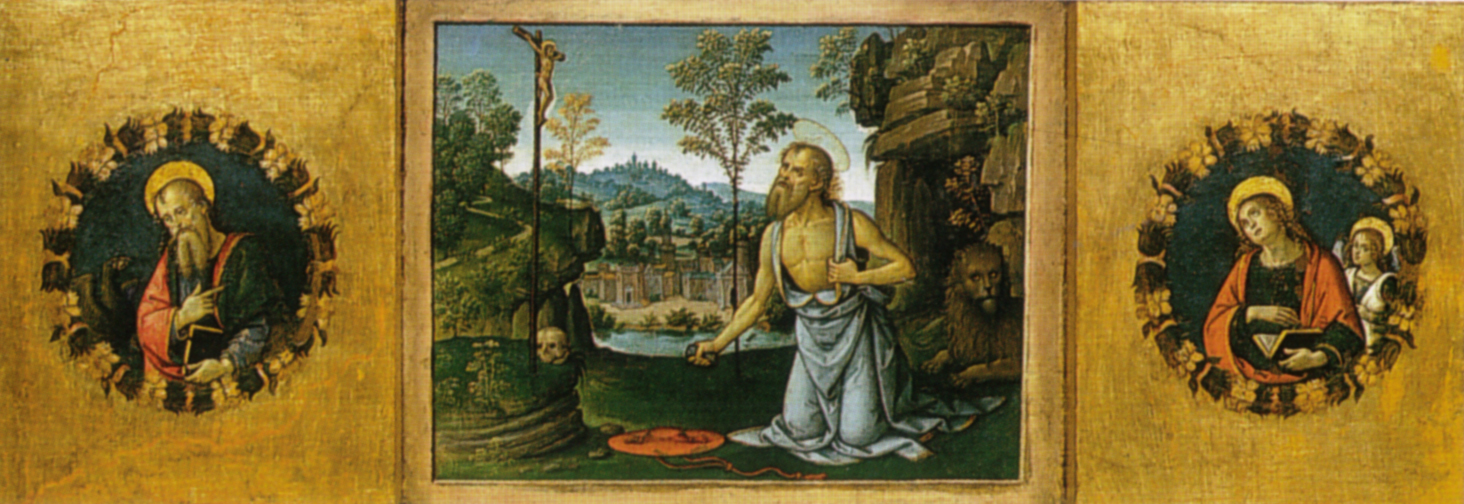
Saint Matthieu - Saint Jérôme - Saint JeanSan Girolamo nel deserto.

Les figures perdues des pilastres étaient celles des saints Ubaldo Baldassini, Bernard de Clairvaux, Joseph et Dignamerita (vénérée localement), de papes, de cardinaux et de dévots.
Un texte en latin s'étale tout le long d'une corniche au-dessus des panneaux principaux.

## Analyse
Toute la facture de ce retable est traditionnelle sans  aucune des innovations pourtant en cours à la fin du Quattrocento ; ici aucune continuité spatiale d'un panneau l'autre, tous les compartiments semblent indépendants même l'Annonciation éclatée en deux panneaux d'encadrement,  les hauts cintrés de panneaux centraux accentuant cette distanciation. 